# Eduardo Lara
Eduardo Lara Lozano (ur. 4 września 1959 w Praderze) – kolumbijski piłkarz występujący na pozycji ofensywnego pomocnika, trener piłkarski.

## Życiorys
Lara wychowywał się na farmie cukrowej prowadzonej przez rodziców. Jako nastolatek występował na pozycji kreatywnego, ofensywnego pomocnika – najpierw w reprezentacji Palmiry, a następnie w akademii juniorskiej klubu América Cali, lecz nie potrafił tam przebić się do pierwszej drużyny. Następnie na zaproszenie Oscara Mása (argentyńskiego napastnika Amériki) wyjechał do Argentyny, gdzie bez powodzenia usiłował znaleźć zatrudnienie w tamtejszych profesjonalnych zespołach. Grał jedynie w niższych ligach (m.in. w barwach ekipy CA Mariano Moreno) i ostatecznie nie udało mu się zostać zawodowym piłkarzem. Zdecydował się jednak zamieszkać na stałe w Argentynie, gdzie rozpoczął studia na kierunku architektury – porzucił je po semestrze, decydując się zostać trenerem piłkarskim.
W 1981 roku Lara wziął udział w rocznym kursie trenerskim organizowanym w Córdobie pod egidą federacji piłkarskiej Asociación del Fútbol Argentino (AFA). W późniejszym czasie przebywał na stażach u renomowanych argentyńskich szkoleniowców, takich jak Ángel Labruna, Carlos Timoteo Griguol czy Eduardo Luján Manera. Ogółem w Argentynie mieszkał przez dziewięć lat, po czym zdecydował się wrócić do Kolumbii. W ojczyźnie odebrał wykształcenie trenerskie na Escuela Nacional del Deporte i z powodzeniem pracował w słynnej akademii juniorskiej Boca Juniors de Cali. W latach 1993–1999 był selekcjonerem reprezentacji departamentu Valle del Cauca, z którą zdobywał mistrzostwo kraju w kategoriach do lat dwudziestu jeden i do lat dwudziestu trzech.
Następnie Lara został trenerem drugoligowego zespołu Expreso Palmira FC, filii pierwszoligowego Deportivo Cali. Polityka klubu polegała na ogrywaniu zdolnej młodzieży (średnia wieku całego składu wynosiła zaledwie dziewiętnaście lat) i ekipa miała za cel utrzymanie się w drugiej lidze. Pod kierownictwem Lary drużyna na koniec sezonu 2000 sensacyjnie zajęła jednak trzecie miejsce w tabeli, do końca walcząc o awans do najwyższej klasy rozgrywkowej. Tym samym potwierdził opinię szkoleniowca świetnie pracującego z młodzieżą. Bezpośrednio potem objął spadkowicza z pierwszej ligi – zespół Deportes Quindío i już w sezonie 2001 triumfował z nim w rozgrywkach drugoligowych i wywalczył promocję z powrotem na najwyższy szczebel. W pierwszej lidze poprowadził przeciętne Quindío jeszcze przez pół roku, zajmując jedenastą lokatę w tabeli.
W tamtym okresie Lara rozpoczął długoletnią współpracę z kolumbijskim związkiem piłki nożnej Federación Colombiana de Fútbol jako szkoleniowiec reprezentacji młodzieżowych. Już w 2000 roku był asystentem trenera Reinaldo Ruedy w reprezentacji Kolumbii U-20, z którą wygrał prestiżowy Turniej w Tulonie. W 2002 roku został selekcjonerem reprezentacji Kolumbii U-17. W maju 2003 zajął z nią wysokie, trzecie miejsce na Mistrzostwach Ameryki Południowej U-17, ustępując jedynie kontynentalnym gigantom Argentynie i Brazylii.
Trzy miesiące później podopieczni Lary świetnie spisali się na Mistrzostwach Świata U-17 w Finlandii. W fazie grupowej kolejno zremisowali z Meksykiem (0:0), wygrali z Chinami (2:1) oraz rozgromili gospodarzy – Finlandię (9:1). W ćwierćfinale młodzi Kolumbijczycy wyeliminowali Kostarykę (2:0) i dopiero w półfinale ulegli późniejszemu triumfatorowi – Brazylii (0:2). W meczu o trzecie miejsce przegrali w serii rzutów karnych z Argentyną (1:1, 4:5 k) i ostatecznie zajęli czwarte miejsce na juniorskim mundialu. Członkami tamtej kadry byli m.in. Fredy Guarín, Pablo Armero, Adrián Ramos, Cristian Zapata czy Carlos Hidalgo. Sukces nastolatków został odebrany w kraju jako pozytywna niespodzianka na tle pogrążonego wówczas w marazmie kolumbijskiego futbolu – w późniejszych latach osiągnięcie ekipy Lary było opisywane w mediach jako „początek nowej ery w historii reprezentacji Kolumbii”.
We wrześniu 2004 Lara został szkoleniowcem reprezentacji Kolumbii U-20, zastępując na tym stanowisku Reinaldo Ruedę, którego mianowano selekcjonerem pierwszej kadry. W tym samym miesiącu doprowadził reprezentację Kolumbii U-16 do finału Mistrzostw Ameryki Południowej U-16, ulegając w nim dopiero po serii rzutów karnych Paragwajowi (0:0, 3:5 k). W listopadzie 2004 potwierdzono również, iż Lara równocześnie pozostanie selekcjonerem reprezentacji do lat siedemnastu.
Na przełomie stycznia i lutego 2005 prowadzona przez Larę kadra do lat dwudziestu odniosła jeden z największych sukcesów w historii kolumbijskiego futbolu, wygrywając Mistrzostwa Ameryki Południowej U-20. Kolumbijczycy, pełniący wówczas rolę gospodarzy turnieju, sięgnęli po tytuł mistrzów kontynentu w świetnym stylu, nie ponosząc żadnej porażki (siedem zwycięstw i dwa remisy w dziewięciu meczach). Członkami zwycięskiej drużyny, określanej mianem „złotej generacji” i uznawanej za jedno z najbardziej utalentowanych pokoleń w dziejach kolumbijskiej piłki, byli m.in. Fredy Guarín, Radamel Falcao, Cristian Zapata, Abel Aguilar, Juan Camilo Zúñiga czy lider zespołu Hugo Rodallega, wówczas król strzelców i najlepszy piłkarz turnieju (w plebiscycie pokonał Lionela Messiego).
Do rozgrywanych w czerwcu Młodzieżowych Mistrzostw Świata w Holandii zawodnicy Lary przystępowali jako jeden z faworytów do zdobycia tytułu. W fazie grupowej zanotowali komplet zwycięstw, kolejno z Włochami (2:0), Kanadą (2:0) oraz Syrią (2:0), a z młodzieżowego mundialu odpadli w 1/8 finału po porażce z późniejszym zwycięzcą – Argentyną (1:2) z Messim, Agüero, Biglią i Zabaletą w składzie. W kwietniu tamtego roku Lara poprowadził również reprezentację do lat siedemnastu na Mistrzostwach Ameryki Południowej U-17, gdzie jednak jego zespół (w składzie z m.in. Davidem Ospiną i Johnem Jairo Mosquerą) zajął czwarte miejsce i nie zakwalifikował się na Mistrzostwa Świata U-17 w Peru. W sierpniu 2005 wywalczył natomiast w siedemnastolatkami złoty medal podczas Igrzysk Boliwaryjskich rozgrywanych w Kolumbii, kiedy to jego podopieczni wygrali w finale z Wenezuelą (1:0). W październiku tego samego roku poprowadził kadrę do lat piętnastu na Mistrzostwach Ameryki Południowej U-15 (faza grupowa).
W maju 2006 Lara wraz z olimpijską reprezentacją Kolumbii U-21 wystąpił na Turnieju w Tulonie (faza grupowa), zaś już dwa miesiące później zdobył z nią złoty medal na Igrzyskach Ameryki Środkowej i Karaibów w Cartagenie. Kolumbijczycy – wówczas gospodarze rozgrywek – pokonali w kontrowersyjnych okolicznościach w finale Wenezuelę (2:1), dysponując graczami takimi jak Jackson Martinez, David Ospina, Fredy Guarín, Juan Pablo Pino i Pablo Armero. W styczniu 2007 z kadrą do lat dwudziestu wziął udział w Mistrzostwach Ameryki Południowej U-20, lecz na paragwajskich boiskach jego podopieczni nie powtórzyli sukcesu sprzed dwóch lat i zajęli dopiero szóste miejsce, nie awansując na Mistrzostwa Świata U-20 w Kanadzie. Znacznie lepsze rezultaty zanotował w tamtym roku z reprezentacją do lat siedemnastu – w marcu 2007 uplasował się z nią na drugim miejscu na Mistrzostwach Ameryki Południowej U-17. Jednym z ważniejszych ogniw ekipy, która wywalczyła wówczas juniorskie wicemistrzostwo kontynentu, był James Rodríguez. W lipcu Lara poprowadził siedemnastolatków na Igrzyskach Panamerykańskich w Rio de Janeiro (faza grupowa).
W sierpniu 2007 prowadzona przez Larę kadra do lat siedemnastu wzięła udział w Mistrzostwach Świata U-17 w Korei Płd. Kolumbijczycy w składzie z Jamesem Rodríguezem czy Felipe Pardo w fazie grupowej zremisowali z Niemcami (3:3), wygrali z Trynidadem i Tobago (5:0) oraz przegrali z Ghaną (1:2), by w 1/8 finału ulec późniejszemu triumfatorowi Nigerią (1:2). Choć odpadnięcie na etapie 1/8 finału zostało uznane za wynik poniżej oczekiwań i raczej nieodpowiadający potencjałowi reprezentacji, to media zwracały uwagę na to, iż wyniki te były w dużej mierze skutkiem pecha kolumbijskiej kadry podczas losowania grup i meczów. Jeszcze na przełomie października i listopada Lara poprowadził drużynę do lat piętnastu na Mistrzostwach Ameryki Południowej U-15, lecz Kolumbia odpadła wówczas już w pierwszej rundzie.
We wrześniu 2008 Lara tymczasowo (później już na stałe) został selekcjonerem seniorskiej reprezentacji Kolumbii, zastępując na tym stanowisku Jorge Luisa Pinto. Równocześnie kontynuował pracę jako koordynator reprezentacji młodzieżowych, które pod jego nieobecność były prowadzone przez jego wieloletnich asystentów José Helmera Silvę i Ramiro Viáfarę. Przejął kadrę w połowie eliminacji do Mistrzostw Świata w RPA i postawiono przed nim cel awansu na mundial. Mimo iż poprawił wyniki reprezentacji (w ostatnich dziewięciu meczach za kadencji Pinto nie wygrała ona ani razu), to nie zdołał zakwalifikować się z nią na światowy czempionat, zajmując dopiero siódme miejsce w eliminacjach (obejmował kadrę, gdy ta plasowała się na szóstym miejscu). Bezpośrednio po fiasku w kwalifikacjach zrezygnował ze stanowiska i powrócił do pracy z reprezentacjami młodzieżowymi. Ogółem podczas swojego rocznej pracy poprowadził pierwszą kadrę w piętnastu meczach, z których wygrał osiem, zremisował jeden, zaś przegrał siedem.
Na przełomie stycznia i lutego 2011 Lara poprowadził reprezentację Kolumbii U-20 na Mistrzostwach Ameryki Południowej U-20, lecz uplasowała się ona tam dopiero na szóstym miejscu. W czerwcu 2011 wygrał natomiast z dwudziestolatkami Turniej w Tulonie, pokonując w finale po serii rzutów karnych gospodarzy – Francję (1:1, 3:1 k). Półtora miesiąca później prowadzona przez Larę kadra przystąpiła do Mistrzostw Świata U-20 w Kolumbii, którym Lara już od trzech lat nadawał priorytetowe znaczenie w kontekście swojej pracy z kadrą. Będąc gospodarzem mundialu, Kolumbijczycy dysponowali wówczas dużym potencjałem, mając do dyspozycji graczy takich jak James Rodríguez, Duván Zapata, Jeison Murillo, Santiago Arias czy Luis Muriel. W fazie grupowej pokonali Francję (4:1), Mali (2:0) oraz Koreę Płd (1:0), w 1/8 finału wyeliminowali Kostarykę (3:2), lecz w ćwierćfinale dość niespodziewanie przegrali z Meksykiem (1:3).
W październiku 2011 po dziewięciu bogatych w sukcesy lata Lara zakończył pracę z kolumbijskimi reprezentacjami juniorskimi. Dał się poznać jako świetny trener młodzieży, potrafiący doskonale wyselekcjonować utalentowanych zawodników – w kontaktach z podopiecznymi stawiał na bezpośredniość, ale również twardą dyscyplinę. Wychował piłkarsko wielu zawodników, którzy w przyszłości stanowili o sile reprezentacji Kolumbii i wypromowali się do klubów europejskich; graczy tych nazywano „dziećmi Lary”. Uformował talenty piłkarzy takich jak m.in. Abel Aguilar, Pablo Armero, Radamel Falcao, Fredy Guarín, Luis Muriel, Jeison Murillo, David Ospina, Adrián Ramos, Hugo Rodallega, James Rodríguez, Cristian Zapata i Juan Camilo Zúñiga.
W styczniu 2012 Lara został szkoleniowcem Amériki Cali. Jeden z największych klubów w Kolumbii rozpoczynał wówczas występy w drugiej lidze po pierwszym w historii klubu spadku, mając za jedyny cel jak najszybszy powrót do najwyższej klasy rozgrywkowej. Przez niemal cały sezon drużyna Lary zdominowała rozgrywki ligowe i wygrała wiosenną fazę Apertura – dopiero w końcówce rozgrywek zanotowała niespodziewaną serię słabych wyników i przegrała obydwa dwumecze barażowe o promocję – najpierw po serii rzutów karnych z Alianzą Petrolera (1:2, 1:0, 3:4 k), a następnie z Cúcuta Deportivo (1:4, 2:1). Bezpośrednio po tym Lara odszedł z Amériki. W styczniu 2015 podpisał umowę z przeciętną drużyną z pierwszej ligi – Boyacá Chicó FC. Ze słabym skutkiem prowadził ją przez pięć miesięcy (tylko trzy zwycięstwa w dziewiętnastu ligowych meczach) i uplasował się na siedemnastym miejscu w tabeli, po czym został zwolniony. Złożono mu propozycję pozostania w klubie jako menadżer i koordynator drużyn juniorskich, którą jednak odrzucił.
W październiku 2015 Lara wyjechał do Salwadoru, gdzie został zatrudniony w salwadorskim związku piłki nożnej Federación Salvadoreña de Fútbol (FESFUT) jako koordynator reprezentacji juniorskich. W grudniu 2016 został natomiast mianowany selekcjonerem seniorskiej reprezentacji Salwadoru, lecz równocześnie do jego kompetencji wciąż należało także prowadzenie kadr młodzieżowych. W styczniu 2017 zajął z Salwadorem trzecie miejsce w rozgrywkach Copa Centroamericana, natomiast sześć miesięcy później poprowadził go w Złotym Pucharze CONCACAF. W fazie grupowej jego zawodnicy kolejno przegrali z Meksykiem (1:3), wygrali z Curaçao (2:0) i zremisowali z Jamajką (1:1), by w ćwierćfinale ulec późniejszemu zwycięzcy i gospodarzowi – USA (0:2). Pierwszą reprezentację Salwadoru poprowadził w trzynastu meczach, w których zanotował bilans czterech zwycięstw, czterech remisów i pięciu porażek.
Równocześnie Lara zajmował się salwadorskimi reprezentacjami młodzieżowymi. Na przełomie lutego i marca 2017 wziął udział z reprezentacją Salwadoru U-20 w Mistrzostwach Ameryki Północnej U-20, gdzie jego podopieczni zajęli trzecie miejsce w rundzie finałowej, niepremiowane awansem na Mistrzostwa Świata U-20 w Korei Płd. W listopadzie 2017 zajął z reprezentacją Salwadoru U-17 ostatnie, piąte miejsce na Igrzyskach Boliwaryjskich w Santa Marta, zaś miesiąc później doprowadził dwudziestolatków do finału Igrzysk Ameryki Środkowej w Managui. Salwadorczycy ulegli wówczas w półfinale po serii rzutów karnych Hondurasowi (1:1, 1:2 k), który triumfował potem w męskim turnieju piłkarskim. Mimo pozytywnej oceny pracy Lary zarówno przez władze związku, jak i zawodników, odszedł z reprezentacji w styczniu 2018 – salwadorska federacja nie miała funduszy, by dalej opłacać jego kontrakt.
We wrześniu 2018 Lara zastąpił Juana Carlosa Ramíreza na stanowisku trenera drużyny Envigado FC. Przeciętny, lecz słynący ze świetnej pracy z młodzieżą klub zdecydował się na zatrudnienie Lary w dużej mierze ze względu na jego umiejętności w rozwijaniu potencjału młodych piłkarzy. W dysponującym dość niedoświadczoną kadrą Envigado próbował zaimplementować ofensywny styl gry, jednak jego podopieczni osiągali kiepskie wyniki (w obydwu sezonach zajęli dopiero trzynaste miejsce w tabeli). Został zwolniony we wrześniu 2019 po siedmiu meczach bez zwycięstwa z rzędu, zostawiając zespół punkt nad strefą spadkową. Dwa miesiące później ponownie udał się zagranicę, obejmując ekwadorski CD El Nacional. Poprowadził go zaledwie w sześciu spotkaniach, z czego w dwóch w ramach kontynentalnych rozgrywek Copa Sudamericana 2020 (pierwsza runda), gdyż w czerwcu 2020 klub rozwiązał z nim umowę ze względu na problemy finansowe związane z pandemią COVID-19.